# Indiana Jones and the Fate of Atlantis
Indiana Jones and the Fate of Atlantis è un videogioco di genere avventura grafica pubblicato nel 1992 dalla LucasArts per diversi computer. A differenza del precedente The Last Crusade, non è basato sulla trama di uno dei film di Indiana Jones, bensì su una storia originale appositamente creata per esso. Particolarità del gioco è, ad un certo punto, la possibilità di affrontare l'avventura in tre modi diversi.
Fate of Atlantis ottenne un notevole successo di critica.
Il progetto è stato sceneggiato e ideato da Hal Barwood (Sugarland Express, Il drago del lago di fuoco e coautore di Incontri ravvicinati del terzo tipo), insieme a Noah Falstein; le musiche sono del trio Michael Land, Clint Bajakian, e Peter McConnell, basate sulle partiture di John Williams.
Il gioco era disponibile su floppy disk (ben 11 per Amiga) e, nelle versioni DOS e Mac, per CD-Rom; quest'ultimo è dotato di parlato digitalizzato.
Dal 2009 è stato distribuito da Steam anche per Windows e macOS, nonché da GOG.com, quest'ultima versione basata su ScummVM e disponibile anche per Linux. Il gioco è stato inoltre inserito come extra sbloccabile nella versione Wii di Indiana Jones e il bastone dei re.

## Trama
Il gioco è ambientato nel 1939, alla vigilia della seconda guerra mondiale.
Il professor Indiana Jones e il suo amico Marcus Brody stanno cercando una strana statuetta all'interno del museo del Barnett College per conto di un certo signor Smith, possessore di una chiave che potrebbe aprire l'artefatto. Quando la statuetta viene aperta, al suo interno i tre scoprono la presenza di una piccola perla di metallo. Smith, puntando una pistola a Indy e Marcus, scappa dal College con la statuetta e il suo contenuto.
Grazie ad alcuni documenti lasciati alle spalle, si scopre che il signor Smith è in realtà Klaus Kerner, un agente del Terzo Reich interessato ad alcuni scavi svoltisi alcuni anni prima in Islanda. È stato lì che Indy, assieme alla collega Sophia Hapgood, ha portato alla luce la statuetta appena rubata. Il prossimo obiettivo di Kerner è proprio Sophia, un'ex-archeologa ora diventata una preveggente interessata al mito di Atlantide e che afferma di essere in contatto spirituale con Nur-ab-sal, il supposto dio e re atlantideo.
Indy si reca a New York per proteggere Sophia, impegnata in un seminario su Atlantide. I due scoprono che tutti i manufatti della spedizione islandese posseduti da Sophia sono stati rubati, tranne una misteriosa collana che la donna porta sempre con sé. Ormai è chiaro che cosa stanno cercando i nazisti: il potere di Atlantide. Infatti, la perlina contenuta nella statua si rivela presto essere oricalco, un metallo leggendario più potente dell'uranio ma senza avere alcun decadimento radioattivo. Solo con l'aiuto di Sophia, e della sua vasta conoscenza in materia del continente sommerso, Indy avrà la possibilità di trovare Atlantide prima dei tedeschi.
L'unico modo per raggiungere la città perduta è un dialogo perduto di Platone, l'Ermocrate, nel quale il filosofo greco descriverebbe Atlantide in maniera ancora più approfondita rispetto ai suoi scritti precedenti. Indy e Sophia si dirigono in Islanda, dove il loro vecchio scavo archeologico è ora gestito dal dottor Bjorn Heimdall. Questi afferma che sono due gli esperti cui i protagonisti possono rivolgersi per trovare il dialogo perduto: un archeologo in Guatemala e un anziano signore che vive nelle Azzorre.
Nella giungla guatemalteca, i due protagonisti si recano presso le rovine dell'antico tempio di Tikal, dove incontrano il dottor Charles Sternhart, che afferma di aver tradotto Ermocrate in inglese, ma si rifiuta di rivelare altre informazioni. All'interno del tempio, Indy scopre una tomba atlantidea nascosta, nella quale si trova anche un misterioso disco di pietra. Sternhart identifica il disco come la "Pietra del Mondo", ma scappa immediatamente in un passaggio segreto, portando il manufatto con sé.
Nelle Azzorre, Philip Costa, dopo alcune trattative commerciali, rivela a Indy e Sophia che una copia dell'Ermocrate dovrebbe trovarsi nella biblioteca del Barnett College, l'università dove Indy insegna. Nel dialogo, finalmente ritrovato, Indy scopre che per accedere ad Atlantide sono necessari tre dischi di pietra: la Pietra del Sole, la Pietra della Luna, e la Pietra del Mondo. Sophia conosce qualcuno che potrebbe essere in possesso della Pietra del Sole, ma non si ricorda se si tratta di Alain Trottier, a Monte Carlo o di Omar Al Jabbar, ad Algeri.
A questo punto la trama del gioco si differenzia a seconda delle scelte del giocatore.

### Percorso "ingegno"
Indy si reca a Montecarlo per incontrare il professor Trottier, che, dopo una veloce interrogazione sul dialogo perduto, darà al protagonista il suo biglietto da visita.
Arrivato ad Algeri, Indiana Jones mostra il biglietto da visita a Paul, servo di Omar Al-Jabbar, e lo pedina sino alla casa del mercante in collaborazione coi nazisti, dove troverà la mappa di uno scavo tedesco abbandonato (ma solo dopo averlo chiuso nel proprio stanzino).
Dopo aver visitato lo scavo, Indy scopre che i tedeschi hanno intenzione di rapire Trottier; ritorna a Montecarlo al momento giusto per salvare il professore dal rapimento con successivo inseguimento automobilistico. Trottier, in precedenza dubbioso, ringrazierà il protagonista, indicandogli il punto dove ha lanciato la Pietra del Sole.
Su indicazione del professore, Indy viaggia sino a Thera (la Colonia Minore di Atlantide), dove scopre che Sophia è stata rapita. Riuscendo a fabbricare un pallone aerostatico, lascerà l'isola atterrando (ed introducendosi in incognito) su un sommergibile nazista che si sta dirigendo a Creta, indicata come la Colonia Maggiore.
Arrivato al Palazzo di Cnosso dopo aver recuperato dall'U-Boat la Pietra della Luna ed essersi proiettato in seguito ad alcuni stratagemmi sulla spiaggia con il lanciasiluri, Indy ordinerà le due pietre secondo il Dialogo e si introdurrà all'interno del primo labirinto.
Indy ritrova la Pietra del Mondo accanto al cadavere di Sternhart. Con quest'ultima, insieme alla Pietra del Sole e quella della Luna, l'archeologo giungerà nella vera Atlantide.

### Percorso "squadra"
Indy e Sophia vanno inizialmente ad Algeri, dove sottrarranno al mercato di Omar una maschera. Recatisi a Montecarlo, i due riusciranno a recuperare da Trottier la Pietra del Sole (in due modi: spaventando Indy lo studioso travestendosi da fantasma, con l'ausilio della maschera presa da Al-Jabbar; oppure rispondendo esattamente Sophia alle domande poste dal professore). Tornati nuovamente ad Algeri, Indiana e Sophia avranno da Omar (in questo "percorso" non più collaborazionista coi nazisti e più disponibile rispetto al precedente) una mappa e dei cammelli, che però moriranno presto, costringendo i due avventurieri a tornare in città. Dopo vari scambi con i commercianti del mercato algerino (nonché una prova di sopravvivenza al cospetto di un lanciatore di coltelli), riusciranno a reperire un biglietto per un giro su un pallone aerostatico. Grazie ad esso i due arriveranno nel solito scavo nazista abbandonato, in cui rinverranno un camioncino (ancora senza spinterogeno) e un'indicazione di Creta. Sistemato il veicolo, i due si recano nella capitale, dove prenderanno una nave per l'isola greca.
Al palazzo di Cnosso, i due troveranno la Pietra della Luna (per mezzo di un teodolite), potendo così accedere al primo labirinto.
Dopo aver recuperato la Pietra del Mondo (sempre vicina al cadavere di Sternhart), Sophia sarà rapita ed Indy rimarrà rinchiuso nei cunicoli.
Jones uscirà comunque dal labirinto e si imbarcherà sul sommergibile che piloterà per entrare ad Atlantide.

### Percorso "azione"
A Montecarlo, Indy riceverà il biglietto da visita da Trottier. Una volta giunto ad Algeri, lo mostrerà a Paul, il servo di Omar. Seguito fino a casa di Al-Jabbar, Indy dovrà affrontare lì un soldato nazista e, grazie alle (poche) informazioni del mercante, giungerà allo scavo, dove Jones incontrerà un soldato armato, ma ritroverà la Pietra del Sole e le indicazioni su Creta.
L'archeologo, tramite una mongolfiera lasciata nei pressi dello scavo, si reca a Cnosso. Al palazzo, rinverrà sempre con il teodolite la Pietra della Luna ed entrerà nel primo labirinto, dove libera Sophia (rapita nel frattempo da Kerner e i suoi e imprigionata in fondo ad un fosso) dopo vari scontri corpo a corpo, evitabili e non, con i tedeschi. In fondo al labirinto, un nuovo indizio porterà i protagonisti a Thera.
A Santorini, Indy affitterà una nave e, illustrate le coordinate al capitano, cercherà, sommergendosi con un'antiquata tenuta da palombaro, l'entrata secondaria di Atlantide.
Kerner però, con la collaborazione del navigatore, rapirà nuovamente Sophia e taglierà il tubo dell'aria di Indiana Jones, che avrà tre minuti per trovare l'entrata del nuovo labirinto.

### Atlantide
I tre percorsi precedentemente illustrati convergono tutti all'entrata del nuovo labirinto. Sophia sarà rapita dai nazisti e Indy ne scoprirà la prigione, sorvegliata da una guardia, che eliminerà attivando una statua meccanica (oppure, successivamente, a pugni), ma non potrà ancora liberare la collega.
Dopo aver visitato, oltrepassando grandi fiumi di lava, l'anello interno e il cuore di Atlantide e aver fatto il pieno di orichalcum (risolvendo decine di enigmi), Indy ha la possibilità di salvare Sophia, che porterà con sé al centro della città scomparsa.
Sophia, in questo caso, comincerà ad essere posseduta da Nur-ab-sal, il cui spirito risiede nella collana della ragazza. Indiana Jones può eliminare Nur-ab-sal, sottraendo la collana con una scatoletta d'oro trovata nel primo labirinto di Creta, e attivare poi la macchina che trasformerebbe gli uomini in dèi.
A questo punto arriveranno i nazisti, comandati da Kerner e dal dottor Ubermann. Indy, dopo un lungo dialogo, convincerà i due a salire sulla macchina, che li ucciderà rapidamente. Atlantide viene distrutta dalla forza scaturita dal manufatto, ma Indiana e Sophia si salvano scappando dai meandri e fuggendo con l'U-Boot.
Il gioco prevede altri due finali, per quanto siano negativi: è possibile ignorare Sophia non salvandola dalla possessione diabolica di Nur-ab-sal (lasciandola nella cella della prigione o in balia dello spirito; sarà così lei a provare inutilmente di utilizzare il macchinario, morendo nel tentativo e costringendo Indy a mettersi in salvo da solo), oppure Indy viene costretto o convinto da Ubermann a salire sulla macchina, provocando la morte dell'archeologo e la distruzione di Atlantide, dalla quale non si salverà nemmeno Sophia.

## Modalità di gioco
Il gioco è una tipica avventura punta e clicca basata sul motore SCUMM e il sistema audio iMUSE, con alcuni elementi d'azione. Uscì anche in italiano, con un livello di qualità della traduzione molto buono.
Il giocatore controlla Indiana Jones e le sue possibili azioni sono rappresentate da nove etichette di testo cliccabili, mentre l'inventario degli oggetti è realizzato tramite icone.
Le sequenze d'azione comprendono dei semplici picchiaduro uno contro uno a pugni e delle scene di guida, dove Indiana controlla vari tipi di veicoli.
Verso la metà del gioco, è possibile scegliere fra tre modalità di risoluzione dell'avventura:
- Azione: presenta più frequentemente le sequenze d'azione, limitando invece gli enigmi da risolvere; seguendo questa modalità le possibilità di non concludere il gioco, causa morte prematura del protagonista, sono considerevolmente più alte.
- Squadra: il giocatore deve curare particolarmente l'interazione con gli altri personaggi, soprattutto Sophia Hapgood, una vecchia conoscenza di Indiana Jones, dotata di testa calda, molto sarcasmo e alcune capacità sovrannaturali.
- Ingegno: si troveranno enigmi più complessi da risolvere rispetto ai percorsi precedenti, ma scompaiono quasi del tutto le sequenze d'azione.

Tutte e tre le modalità hanno in comune alcune ambientazioni e si concludono nello stesso modo, ossia con l'ingresso nella vera Atlantide.
Altra caratteristica del gioco è la verifica del punteggio, a seconda degli enigmi e dei percorsi scelti: in base alle partite salvate è presente un punteggio "globale", che può contemplare un massimo di 1000 punti nel caso in cui venga risolta la totalità dei problemi mostratisi in tutti i percorsi e nelle più soluzioni previste. Un punteggio "attuale", invece, si riferisce alle azioni poste in essere dal giocatore nel corso di una determinata partita.

## Altre opere
Lo stesso anno uscì Indiana Jones and the Fate of Atlantis: The Action Game, un videogioco basato sulla medesima trama, ma completamente differente come stile e genere, per DOS, Amiga, Atari ST e per i principali sistemi a 8 bit (Amstrad CPC, Commodore 64, ZX Spectrum).
Come seguito di Fate of Atlantis era previsto Indiana Jones and the Iron Phoenix, altra avventura grafica basata su SCUMM e incentrata sulla ricerca della pietra filosofale nell'immediato dopoguerra, ma venne annullato.
Il 1º giugno 1992 è stata pubblicata da parte della Dark Horse Comics una miniserie a fumetti in due numeri (pubblicata dalla Granata Press nel 1993 in Italia), con una trama dotata di alcune differenze rispetto a quella del videogioco.
La Dark Horse Comics pubblicò anche un fumetto sul seguito annullato Indiana Jones and the Iron Phoenix.

## Produzione
La mitologia del gioco è stata ricavata interamente da fonti letterarie su Atlantide. Esse sono, come indicato nello stesso manuale del gioco:
1. Platone. Timeo e Crizia (Dialoghi di Platone).
2. De Camp, L. Sprague. Lost Continents. Canada: Dover Publications, 1954.
3. Vitaliano, Dorothy B. Legends of the Earth: Their Geologic Origins. Bloomington: Indiana University Press, 1973.
4. Muck, Otto. The Secret of Atlantis. New York: Times Books, 1978.
5. Donnelly, Ignatius. Atlantis: The Antidiluvian World. New York: Gramercy, 1985.
6. Grunwald, Henry Anatole. Mystic Places, New York: Time Life Books Publishing, 1987.
7. Pellegrino, Charles. Unhearting Atlantis: an Archeological Odyssey. New York: Random House, 1991.